# Paate
Koordinaten: 59° 24′ N, 27° 20′ O
Paate ist ein Dorf (estnisch küla) in der Landgemeinde Kohtla (Kohtla vald). Es liegt im Kreis Ida-Viru (Ost-Wierland) im Nordosten Estlands.
Das Dorf hat 27 Einwohner (Stand 1. Januar 2010). Es liegt östlich der Stadt Kohtla-Järve an der Überlandstraße zwischen der estnischen Hauptstadt Tallinn und der russischen Metropole Sankt Petersburg.